# 비교 법학
비교법학(比較法學)이란 외국법과 국내법을 비교분석하는 법학의 한 분야를 말한다. 1900년의 파리 만국박람회 개최를 계기로 하여 프랑스의 법학자 레이몽 살레유가 주동이 되어 비교법의 국제회의가 파리에서 개최되었고, 그 후 비교법학이 세계적으로 활발히 연구되었다.
비교 법학이란 한 개의 외국 법률 제도의 연구인 외국법 연구를 그 기초적 부분으로서 포함시키면서 복수의 국가의 법률 제도의 비교 연구를 행하는 학문을 말한다.
비교 법학은 2개국의 섭외 관계의 처리나 여러 나라에 걸친 통일적 법전의 편찬이라는 실천적 목적 때문에 직접적으로 필요할 뿐만 아니라 일반적으로 볼 때도 자국의 실정법 해석을 위한 암시를 주고, 자국에서 새로운 입법을 위한 지침을 내리는 점에서 유익하며, 그 위에 넓게 보면 법의 일반 원리, 발전 경향을 인식하는 임무를 준다는 점에서도 필요하다. 이러한 기능을 다하기 위해서는 비교 법학의 기초가 되는 개별 외국법의 연구가 다만 현행법뿐만 아니라 그 역사적 전통까지도 파악하고, 성문법규뿐 아니라 그 배후에 있는 법문화 전체까지도 파악하는 것이 필요하며, 비교 법학 자체도 개별국가의 법률 제도를 그 기술적 구조에 관한 것뿐 아니라 그 법문화 전체 가운데서의 기능·역할에 관해서도 비교 검토하는 것이 필요하다.
다시 말하면 비교 법학은 ① 법제도의 발전상황과 발전법칙을 발견할 것을 목적으로 하는 비교법제사·인종적 법학(콜러·웨스터마크), ② 해석 또는 입법을 위하여 실정법 자체를 비교 연구하는 협의의 비교 법학(랑베르·살레유), ③ 현대의 여러 문명국가에서 공통적으로 인정되는 법의 일반원칙을 발견하는 것을 목적으로 하는 비교 법학(르 퓌르·델 붸키오) 등으로 구별되고 있으나 보통은 ②의 뜻으로 비교 법학이라는 말이 쓰이고 있다.

## 비교법학의 경향
두 가지 큰 경향이 나타나는데 하나는 실용적 정책적인 접근이고 하나는 이론적인 접근이다. 다른 나라의 법과 비교 대비함으로써 더 나은 제도나 입법상 이득을 얻으려 하는 것이고 또 하나는 각 법제도 내에 내포돼 있는데 법의 일반적인 원리를 알아내려는 것이다.

## 같이 보기
- 프리드리히 카를 폰 사비니
- 세계의 법계
- 법치주의